# Balé
Balé är en provins i Burkina Faso.   Den ligger i regionen Boucle du Mouhoun, i den centrala delen av landet, 180 km väster om huvudstaden Ouagadougou. Antalet invånare är 196 991. Arean är 4 596 kvadratkilometer. Huvudort är Boromo.